# کیریل آندونوف
کیریل آندونوف (انگلیسی: Kiril Andonov؛ زادهٔ ۱ نوامبر ۱۹۶۷) بازیکن فوتبال اهل بلغارستان است.
از باشگاه‌هایی که در آن بازی کرده است می‌توان به باشگاه فوتبال بوتو پلوودیو و باشگاه ورزشی وان‌اسپور اف‌کی اشاره کرد.